# Утрата складотворчих сонантів у праслов'янській мові
Утрáта складотвóрчих сонáнтів (також «вокалізація складотворчих сонантів») — фонетичний процес, що полягав у зміні складотворчих сонантів [ṛ], [ḷ], [ṃ] та [ṇ] на звукосполучення [ĭr], [ŭr], [ĭl], [ŭl], [ĭm], [ŭm], [ĭn] та [ŭn]. Унаслідок такого переходу ці сонанти втратили протиставлення за часокількістю (перестали розрізнятися за довготою), одночасно перестали розрізнятись і за місцем творення на звуки передньої та задньої артикуляції: *mṛt- → *mĭrt- та *mṛētēi → *mĭrētēi, *gṛdlŏ- → *gĭrdlŏ- та *gṛātēi → *gĭrātēi тощо.

## Історія

### Перебіг
Складотворчі сонанти [ṛ], [ḷ], [ṃ] та [ṇ] у праіндоєвропейській мові творилися як приголосні, але їм була притаманна така звучність, що властива голосним. В одному положенні їхня артикуляція була переднішою, в іншому — більш задня. Уже в протослов'янських діалектах вони почали втрачати свою складотворчість, тож при сонантах переднього ряду утворився [ĭ], а при сонантах заднього — [ŭ]: [ṛ] → [ĭr] і [ŭr], [ḷ] → [ĭl] і [ŭl], [ṃ] → [ĭm] і [ŭm], [ṇ] → [ĭn] і [ŭn], наприклад:
| Інд.-є.    | Псл.     | Стсл.   | Укр.        | Лит.     |
| ---------- | -------- | ------- | ----------- | -------- |
| *u̯ḷnā      | *vĭlnā   | влъна   | вовна       | vìlna    |
| *u̯ḷku̯ŏs    | *vĭlk-   | влькъ   | вовк        | vilkas   |
| *gu̯ṝdlŏ-   | *gŭrdlŏ- | гърло   | горло       | gurklys  |
| *gṃbā      | *gŭmba   | гѫба    | губа        | lūpos    |
| *dĕkṃ(tĭs) | *desĭmt- | десѧть  | десять      | dešimtas |
| *dʰḷgʰ-    | *dъlg    | дългъ   | діал. довг  | skola    |
| *ĝṝnŏm     | *ẑĭrn-   | зръно   | зерно       | žìrnis   |
| *mṇtēi     | *mĭntēi  | мѧти    | м'яти       | mìnti    |
| *pamṇt     | *pamĭnt  | памѧть  | пам'ять     | atmintis |
| *pṝstŏs    | *pĭrst-  | пьрстъ  | діал. перст | pirštas  |
| *pḷnŏs     | *pĭln-   | плънъ   | повний      | pìlnas   |
| *kṝd-      | *ŝĭrd-   | сръдъце | серце       | širdìs   |
| *skṝbʰĭs   | *skŭrb-  | скръбь  | скорб       | skurdas  |
| *mṝtĭs     | *mĭrt-   | съмрьть | смерть      | mirtìs   |
| *tūskṃt-   | *tūŝĭmt  | тысѧшта | тисяча      | šimtas   |
| *ṇĝʰū-     | *ĭnẑū-   | ѩзыкъ   | язик        | liežuvis |

У цих звукосполуках, якщо вони були перед голосним, сонант належав до наступного складу, а [ĭ] та [ŭ] — до попереднього, а якщо вони були перед приголосним, то їх вимовляли як дифтонгічну сполуку. Останній тип (дифтонг) частіше було вживано замість попереднього.

#### Наслідок
Складотворчих сонантів було втрачено в більшості індоєвропейських мовах, хоч рефлекси здебільшого неоднакові. У латині складотворчі сонанти змінилися на [or] і [ul]: cor — серце, indulgeō (← *dḷg-, «поступатися»); у готській — на [ul] та [aur] з [ur]: kaúrn — зерно, tulgus — міцний, wulfus — вовк; у хеттській — на [ar] і [al]: kard- — серце, dalugaš — довгий; у грецькій — на [ra], [ar], [la], [al] і [ol]: δρατός — обідраний, καδια — серце, δολκός — довгий, λανόs — вовна. Збереглися складотворчі сонанти в давньоіндійській мові: vṛkaḥ — вовк, kṛtă — діал. чертá, kṛtsnás — черствий.
У зв'язку з утратою складотворчості сонанту і розвитком нової складової голосівки перший утратив свою довжин, через що в цілком однакових фонетичних умовах виникло протиставлення акута й циркумфлексу. Кількість голосного перестає суворо визначати інтонацію, яка починає грати самостійнішу роль; установлюється зв'язок між інтонацією та наголосом. Склади з акутовою інтонацією перетягували на себе наголос зі складів, що мали циркумфлексну інтонацію та короткі монофтонги: *rŏnkā → *rŏnkā. В основах на -ŭ- та -ĭ- на довгих монофтонгах циркумфлекс замінив акута.

#### Причини
Є. Курилович утрату складотворчих сонантів пов'язує з палаталізацією приголосних перед [j], яку він відсуває на балто-слов'янських період. Тобто сонанти після палатальних змінилися на [ĭr], [ĭl], [ĭm] та [ĭn], а після велярних — на [ŭr], [ŭl], [ŭm] та [ŭn]. На думку А. Л. Мошинського, їхня дефонологізація у двофонемні сполуки відбулася в праслов'янській мові лише в позиції перед голосними, а перед приголосними вона успадкувала без змін. Усі подальші зміни, на його думку, мали місце на слов'янському ґрунті. Як і Г. Конечна, він схильний пов'язувати даний перехід у слов'янських мовах із діянням закону відкритого складу. Й. М. Коржінек узагалі заперечував існування складотворчих сонантів, пояснюючи це тим, що носієм складу виступав неясний голосний.

### Сьогодення
Усі слов'янські мови розрізнюють рефлекси дифтонгічних сполук з [ĭ] чи [ŭ] після задньопіднебінних приголосних, у першому ж разі мала місце перша палаталізація задньопіднебінних, як-от гóрло (← *gŭrdlŏ-), але жерло (← *gĭrdlo-), скорбá (← *skŭrb-), але щербá (← *skĭrb-). Українська мова послідовно розрізнює рефлекси сполук [ĭr] і [ŭr]. Перше відображено у вигляді [ер], друге — [ор]: перший, верба, зерно — торг, корма, скорбота.
Найважче — це розмежувати [ĭn] і [ĭm], що виникли з *ṇ і *ṃ, від звичайних [ĕn], [ēn], [ĕm] i [ēn], бо всі вони в положенні не перед голосівкою монофтонгізувалися в [ę], отже, виводячи ранню праслов'янську форму слова зять, можна відновити як *ĝṇtǐs → zętь, так і *gēntĭs → zętь.

## Проблема хронологізації
Утрата складотворчих сонантів належить до дуже раннього періоду розвитку слов'янських мов. Зважаючи на подібність їх рефлексів у спільнослов'янській та прабалтійській мові, можна думати, що вони занепали ще в добу балто-слов'янської мовної єдності. Дехто вважає, що занепад раніше відбувся в прабалтійській мові, а в спільнослов'янській зберігалися значно довше.